# Jouy-lès-Reims
Jouy-lès-Reims és un municipi francès, situat al departament del Marne i a la regió del Gran Est. L'any 2007 tenia 192 habitants.

## Demografia

### Població
El 2007 la població de fet de Jouy-lès-Reims era de 192 persones. Hi havia 74 famílies, de les quals 16 eren unipersonals (4 homes vivint sols i 12 dones vivint soles), 17 parelles sense fills, 33 parelles amb fills i 8 famílies monoparentals amb fills.
La població ha evolucionat segons el següent gràfic:
Habitants censats

### Habitatges
El 2007 hi havia 88 habitatges, 76 eren l'habitatge principal de la família i 13 estaven desocupats. 85 eren cases i 3 eren apartaments. Dels 76 habitatges principals, 59 estaven ocupats pels seus propietaris, 11 estaven llogats i ocupats pels llogaters i 5 estaven cedits a títol gratuït; 1 tenia dues cambres, 2 en tenien tres, 7 en tenien quatre i 65 en tenien cinc o més. 62 habitatges disposaven pel capbaix d'una plaça de pàrquing. A 21 habitatges hi havia un automòbil i a 46 n'hi havia dos o més.

### Piràmide de població
La piràmide de població per edats i sexe el 2009 era:
| Homes | Edats   | Dones |
| ----- | ------- | ----- |
| 0     | 95 o +  | 0     |
| 0     | 90 a 94 | 0     |
| 0     | 85 a 89 | 4     |
| 0     | 80 a 84 | 0     |
| 12    | 75 a 79 | 8     |
| 0     | 70 a 74 | 4     |
| 8     | 65 a 69 | 0     |
| 0     | 60 a 64 | 4     |
| 4     | 55 a 59 | 8     |
| 8     | 50 a 54 | 4     |
| 8     | 45 a 49 | 8     |
| 4     | 40 a 44 | 4     |
| 8     | 35 a 39 | 4     |
| 12    | 30 a 34 | 8     |
| 4     | 25 a 29 | 0     |
| 20    | 20 a 24 | 0     |
| 12    | 15 a 19 | 4     |
| 8     | 10 a 14 | 0     |
| 0     | 5 a 9   | 8     |
| 0     | 0 a 4   | 0     |

## Economia
El 2007 la població en edat de treballar era de 133 persones, 101 eren actives i 32 eren inactives. De les 101 persones actives 98 estaven ocupades (55 homes i 43 dones) i 3 estaven aturades (2 homes i 1 dona). De les 32 persones inactives 15 estaven jubilades, 14 estaven estudiant i 3 estaven classificades com a «altres inactius».

### Ingressos
El 2009 a Jouy-lès-Reims hi havia 80 unitats fiscals que integraven 206 persones, la mediana anual d'ingressos fiscals per persona era de 33.288,5 €.

### Activitats econòmiques
Dels 7 establiments que hi havia el 2007, 1 era d'una empresa alimentària, 2 d'empreses de comerç i reparació d'automòbils, 2 d'empreses immobiliàries i 2 d'empreses de serveis.
Dels 2 establiments comercials que hi havia el 2009, 1 era una fleca i 1 una llibreria.
L'any 2000 a Jouy-lès-Reims hi havia 42 explotacions agrícoles que ocupaven un total de 100 hectàrees.

## Poblacions més properes
El següent diagrama mostra les poblacions més properes.